# Tabanus violaceus
Tabanus violaceus är en tvåvingeart som beskrevs av Schuurmans Stekhoven 1926. Tabanus violaceus ingår i släktet Tabanus och familjen bromsar. Inga underarter finns listade i Catalogue of Life.